# 克雷-梅皮约
克雷-梅皮约（法語：Creys-Mépieu，法語發音：[kʁɛ mepjø]）是法国伊泽尔省的一个市镇，位于该省西北部，属于拉图尔迪潘区。该市镇于1989年由原市镇克雷（Creys）和梅皮约（Mépieu）合并而成。

## 地理
克雷-梅皮约（45°43'42"N, 5°29'16"E）面积28.99 平方千米，位于法国奥弗涅-罗讷-阿尔卑斯大区伊泽尔省，该省份为法国东南部内陆省份，北起顺时针与安省、萨瓦省、上阿尔卑斯省、德龙省、阿尔代什省、卢瓦尔省和罗讷省。
与克雷-梅皮约接壤的市镇（或旧市镇、城区）包括：布里奥尔、吕伊、圣维克托-德莫雷斯泰勒、布韦斯-基里约、库特奈、阿朗东-帕桑。

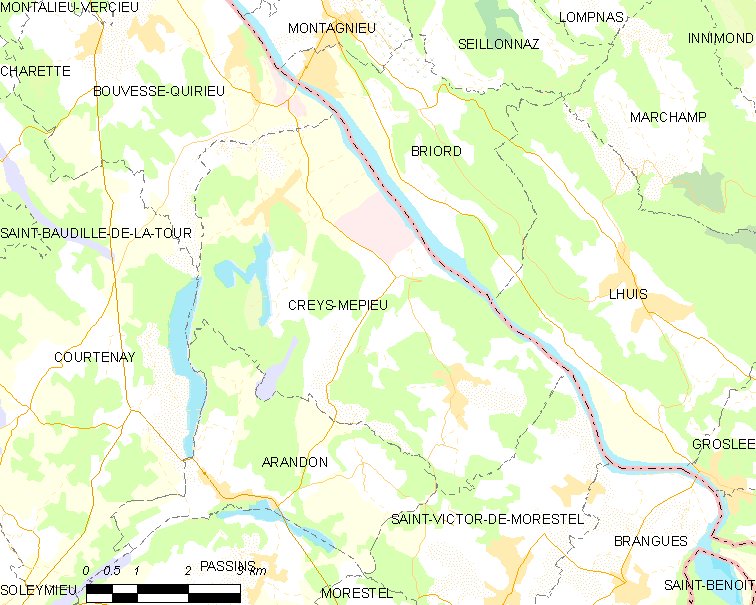
克雷-梅皮约的OSM定位图

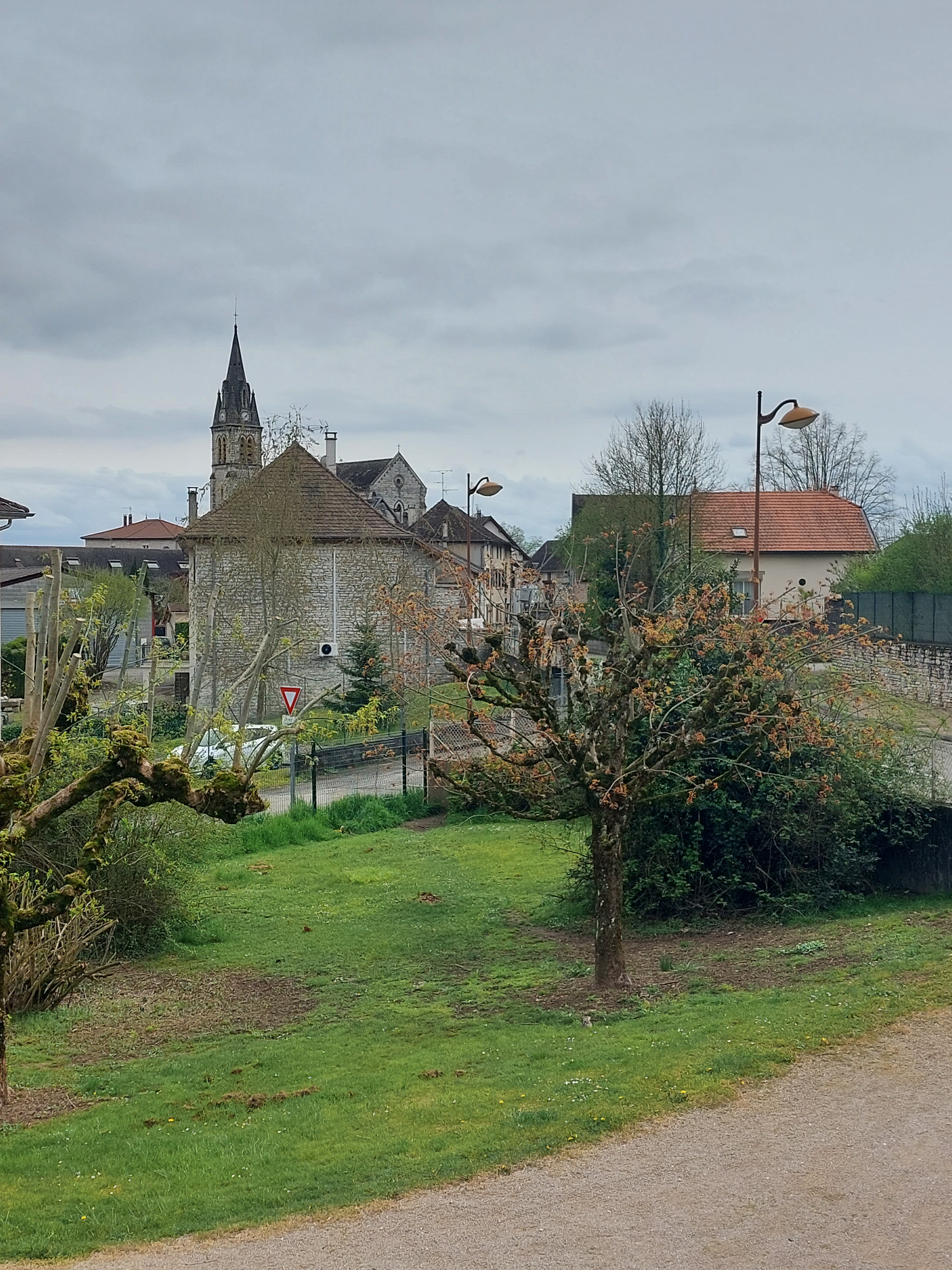
Creys.

克雷-梅皮约的时区为UTC+01:00、UTC+02:00（夏令时）。

## 行政
克雷-梅皮约的邮政编码为38510，INSEE市镇编码为38139。

## 政治
克雷-梅皮约所属的省级选区为莫雷斯泰勒县。

## 人口

1962-2008年间克雷-梅皮约人口变化图示

克雷-梅皮约于2022年1月1日时的人口数量为1576人。